# Dipleuchlanis
Dipleuchlanis är ett släkte av hjuldjur. Dipleuchlanis ingår i familjen Euchlanidae.
Kladogram enligt Catalogue of Life:
| Dipleuchlanis | \| \| Dipleuchlanis elegans \| \| \| \| \| \| Dipleuchlanis ornata \| \| \| \| \| \| Dipleuchlanis propatula \| \| \| \| |
|               | \| \| Dipleuchlanis elegans \| \| \| \| \| \| Dipleuchlanis ornata \| \| \| \| \| \| Dipleuchlanis propatula \| \| \| \| |
|               | Beauchampiella |
|               | |
|               | Diplois |
|               | |
|               | Euchlanis |
|               | |
|               | Pseudoeuchlanis |
|               | |
|               | Tripleuchlanis |
|               | |
|               | Dipleuchlanis elegans |
|               | |
|               | Dipleuchlanis ornata |
|               | |
|               | Dipleuchlanis propatula                                                                                                  |
|               | |

|  | Dipleuchlanis elegans   |
|  |                         |
|  | Dipleuchlanis ornata    |
|  |                         |
|  | Dipleuchlanis propatula |
|  |                         |